# Miss Universo 1994
Miss Universo 1994 foi a 43ª edição do concurso, realizado no dia 20 de maio daquele ano no Philippine International Convention Center, em Pasay, um subúrbio de Manila, capital das Filipinas. Sushmita Sen, da Índia, foi coroada e tornou-se  a primeira indiana a conquistar o título, derrotando candidatas de outros 76 países.
O evento teve inicio às 08:00h locais do dia 21 de maio de 1994, para que pudesse ser exibido ao vivo no horário nobre da televisão americana, para que a então detentora  a CBS transmitisse o concurso em horário nobre dos Estados Unidos. O concurso estava retornando pela segunda vez ao país em 20 anos,o Miss Universo 1974 foi no mesmo país. As candidatas chegaram ao país um mês antes, na metade de abril, e passaram semanas participando de atividades pelo interior das Filipinas conhecendo locais e atrações. A abertura da noite final foi apresentada pela televisão pelas duas Miss Universo filipinas Gloria Diaz, Miss Universo 1969 e Margarita Moran, Miss Universo 1973
Este ano é considerado o início da fase dourada da Índia em concursos de beleza. A vencedora do Miss Índia Sushmita Sen foi coroada Miss Universo nas Filipinas em maio. Cinco meses mais tarde, a segunda colocada do mesmo concurso Aishwarya Rai foi eleita Miss Mundo 1994, na África do Sul. As duas, que terminaram o concurso nacional exatamente empatadas na pontuação geral do concursos, sendo necessário o uso do primeiro critério de desempate, consolidaram carreira em diversas áreas da mídia mundial e até hoje são celebridades de grande porte em seu país.

## Evento
A primeira candidata a chegar às Filipinas foi a Miss EUA Lu Parker, que falando algumas palavras em tagalo para se comunicar, se tornou uma das mais populares e favoritas do concurso. Ao lado dela, também chamaram a atenção  as misses Bélgica, Austrália, Colômbia, Venezuela e a estreante  Miss República Eslovaca Silvia Lakatosová, a primeira representante deste país no Miss Universo e atualmente diretora do concurso local.
Mas uma candidata se destacava das outras desde a chegada em Pasay, a elegante e eloquente Miss Índia Sushimita Sen.Sen destoava das outras candidatas,sendo por sua desenvoltura,sendo por sua elegância e eloquência durante o período de avaliações. Nas semanas anteriores à final, as candidatas foram tratadas como celebridades por todas as Filipinas, por onde viajaram, sendo recebidas com grande entusiasmo pelos locais. Algumas delas tiveram problemas com a adaptação ao calor e a comida local, mas ninguém precisou de hospitalização como em edições anteriores. Para a grande final, cerca de 200 pessoas de serviços de apoio, 55 cabeleireiros e maquiadores locais, 80 estilistas e o suporte de diversas empresas privadas e governamentais.
Para tornar esta edição ainda mais especial, sete Miss Universo anteriores foram convidadas a participar do concurso: as locais Gloria Diaz (1969) e Margarita Moran (1973), a holandesa Angela Visser (1989), a venezuelana Irene Sáez (1981), Michelle McLean da Namíbia (1992), Mona Grudt da Noruega (1990), que foi jurada, e a detentora da coroa, Dayanara Torres, que acabou se apaixonando pelo país e se mudou para lá, residindo em Manila por 3 anos.

PICC em Manila, local do concurso.

Algumas horas antes da final, um bomba caseira explodiu no local aonde foram realizadas as últimas atividades oficiais do concurso, o fato preocupou a todos com relação ao show do dia seguinte e centenas de policias foram enviados ao local como reforço para a segurança das misses e das pessoas trabalhando e cobrindo o evento.
O Top 10 da edição, apresentado após um espetacular número de abertura, foi formado pelas misses da Grécia, Colômbia, Índia, Suécia, Venezuela, Suíça, Estados Unidos, Itália, República Eslovaca e a impagável Charlene Gonzales dona da casa, que ganhou o prêmio de Melhor Traje Típico. Para a etapa seguinte, o Top 6, ficaram Colômbia, Venezuela, Índia, EUA, Eslováquia e Filipinas. Uma das grandes favoritas, a loura Miss Itália Arianna David, foi eliminada particularmente por uma entrevista pífia.
Sushmita Sen da Índia, Carolina Gómez da Colômbia e Minorka Mercado da Venezuela ocuparam o Top 3, e após uma última pergunta, numa das mais difíceis decisões de um corpo de jurados, Sen ficou em primeiro e a colombiana em segundo. Pela terceira vez consecutiva a Colômbia amargou um segundo lugar no Miss Universo e pela primeira vez a Índia conquistava a coroa.
Sushmita foi uma das melhores Miss Universo da história e tornou-se uma enorme celebridade em seu país com a inédita vitória, tendo uma recepção popular e inesquecível pela ruas indianas quando retornou ao país. Nos anos seguintes, virou estrela de televisão e de cinema em Bollywood e durante alguns anos foi a diretora I am She, o concurso nacional de beleza que indica a representante indiana ao Miss Universo.
A partir de 1994, com o impulso da conquista de Sen e da também vitória de Aishwarya Rai no Miss Mundo, a Índia transformou-se numa potência em concursos de beleza na década de 1990, ganhando títulos seguidos nos mais importantes concursos do mundo e deixando um legado para este segmento.

## Resultados

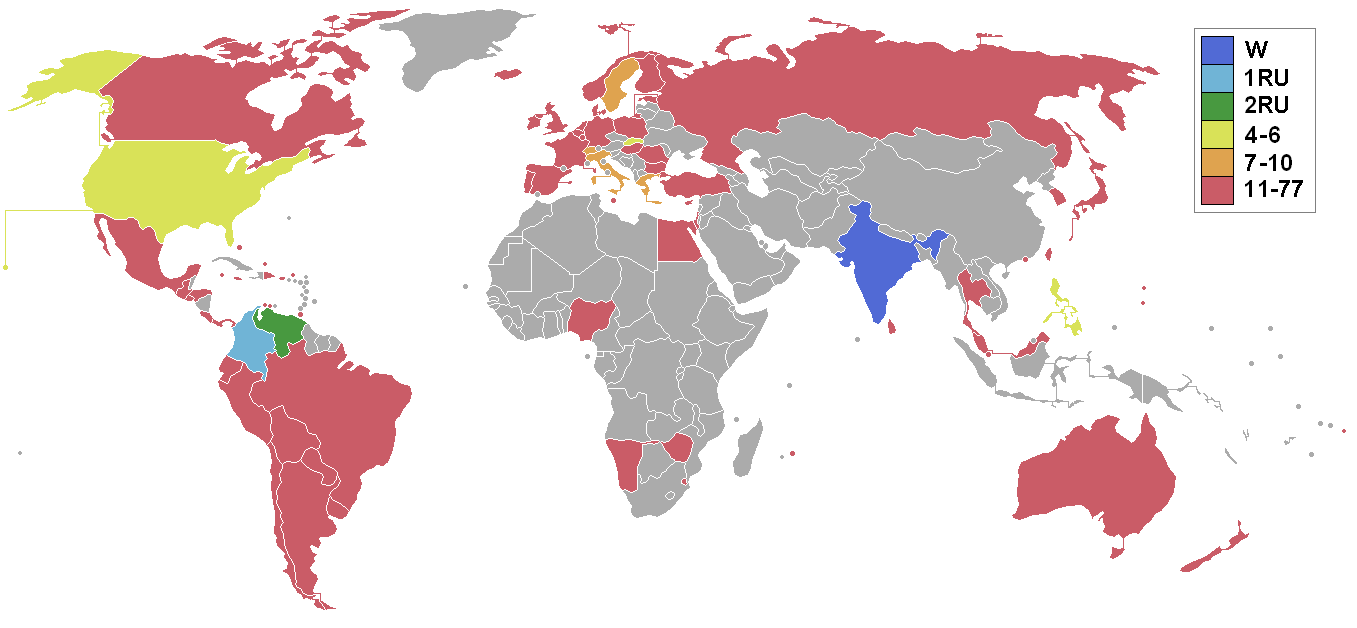
Países que enviaram misses ao concurso e resultados:azul escuro - vencedora
azul claro - 2º lugar
verde escuro - 3º lugar
verde claro - 4º ao 6º
laranja - 7º ao 10º
vermelho - sem classificação

| Colocação                           | Candidata                                                       | País                                    |
| ----------------------------------- | --------------------------------------------------------------- | --------------------------------------- |
| Miss Universo 1994                  | Sushmita Sen                                                    | Índia                                   |
| 2º lugar                            | Carolina Gómez                                                  | Colômbia                                |
| 3º lugar                            | Minorka Mercado                                                 | Venezuela                               |
| Semifinalistas (Top 6):             | Silvia Lakatosova Lu Parker Charlene Gonzales                   | Eslováquia · Estados Unidos · Filipinas |
| Semifinalistas (Top 10):            | Rea Toutounzi Arianna David Dominique Forsberg Patricia Fässler | Grécia · Itália · Suécia · Suíça        |
| Premiações especiais                |                                                                 |                                         |
| Miss Simpatia                       | Christalene Kahatjipara                                         | Namíbia                                 |
| Miss Fotogenia                      | Minorka Mercado                                                 | Venezuela                               |
| Melhor Traje Típico                 | Charlene Gonzales                                               | Filipinas                               |
| Melhor Traje de Banho               | Minorka Mercado                                                 | Venezuela                               |
| Melhor Cabelo                       | Charlene Gonzales                                               | Filipinas                               |
| Prêmio Minolta Photo                | Gitte Andersen                                                  | Dinamarca                               |
| Melhor Sorriso Kodak                | Areeya Chumsai                                                  | Tailândia                               |
| Melhor em Traje Filipino            | Minorka Mercado                                                 | Venezuela                               |
| Embaixadora da Philippines Airlines | Gitte Andersen                                                  | Dinamarca                               |

## Jurados[4]
- Mona Grudt – Miss Universo 1990
- Carlos Zapata – estilista colombiano
- Florence Larue – atriz e cantora
- Richard Dalton – cabeleireiro
- Beulah Quo – atriz
- Emilio T. Yap – empresário filipino
- Stephanie Beacham – atriz britânica
- Jonas McCord – escritor e diretor

## Controvérsias
- A Rússia, que competia pela primeira vez, teve sua candidata, Inna Zobova,  detida por 15 horas numa sala sem janelas no Aeroporto Internacional de Bangkok, na Tailândia, a caminho das Filipinas, por não ter o visto para a curta estadia no país .[5]
- O concurso foi atacado pelo Movimento Nacionalista das Novas Mulheres, um setor do partido político  Frente Democrática Nacional, que afirmava que ele estava sendo usado para promover o turismo sexual no país. [6] O congresso filipino também criticou os custos do evento, apesar dele ter sido endossado e aprovado pelo então presidente da república Fidel Ramos. Uma das atividades prévias ao concurso, foi alvo de piquetes  de grupos feministas, que se opunham à natureza do concurso e aos seus gastos[7]
- A Miss Malásia, Liza Koh, pediu desculpas públicas pelo fato de seu país ter prendido mais de 1200 empregadas filipinas na capital malaia, Kuala Lumpur, poucos dias antes do concurso, o que a levou a ser advertida pelo Ministério das Relações Exteriores da Malásia para que não se pronunciasse sobre questões políticas.[8]
- Viveka Babajee, Miss Maurício, foi uma figura bastante controversa desde a sua eleição e também durante todo o período do seu concurso, por seu envolvimento no escândalo do Festival de Cinema de Manila daquele ano. Para beneficiar uma atriz que era sua amiga, Babajee e seu co-apresentador trocaram intencionalmente o nome da vencedora do prêmio de melhor atriz.[9] Babajee lutava contra depressão crônica desde então e acabou se suicidando em 2010.[10]
- Assim como no ano anterior, a Miss Indonésia desta edição, Venna Melinda, foi impedida de participar por questões morais e religiosas levantadas por seu governo contra o desfile de maiô. Melinda viajou às Filipinas para participar apenas como observadora. [11]

## Candidatas
Em negrito, a candidata eleita Miss Universo 1994. Em itálico, as semifinalistas.
| - Alemanha - Tanja Wild - Argentina - Solange Magnano - Aruba - Alexandra Hincapie - Austrália - Michelle van Eimeren - Bahamas - Meka Knowles - Bélgica - Christelle Roelandts (MC) - Bolívia - Cecilia O'Connor-d'Arlach - Brasil - Valéria Peris - Bulgária - Nevena Marinova - Canadá - Susanne Rothfos - Chile - Constanza Sanz - Chipre - Maria Vasiliou - Cingapura - Paulyn Sun - Colômbia - Carolina Goméz (2°) - Coreia do Sul - Sun-young Goong - Costa Rica - Yasmin Camacho - Curaçao - Jasmin Clifton - Dinamarca - Gitte Andersen (PMP, EPA) - Egito - Ghada El-Salem - El Salvador - Claudia Cuellar - Equador - Mafalda Arditto - Espanha - Raquel Rodriguez - Estados Unidos - Lu Parker (F) - Estónia - Eva-Maria Laan - Filipinas - Charlene Gonzales (F, TT, MC) - Finlândia - Henna Merilainen - França - Valerie Claisse - Grã-Bretanha - Michaela Pyke - Grécia - Rea Toutounzi (SF) - Guam - Christina Perez - Guatemala - Katya Schoenstedt - Honduras - Jem Haylock - Hong Kong - Mok Hoi-Yan - Hungria - Szilvia Forian - Ilhas Caimã - Audrey Ebanks - Ilhas Cook - Leilani Brown - Ilhas Virgens Britânicas - Delia Jon Baptiste - Índia - Sushmita Sen (1°) - Irlanda - Pamela Flood | - Islândia - Svala Arnardóttir - Israel - Ravit Yarkoni - Itália - Arianna David (SF) - Jamaica - Angelie Martin - Japão - Chiaki Kawahito - Luxemburgo - Sandy Wagner - Malásia - Liza Koh - Malta - Paola Camilleri - Marianas Setentrionais - Elizabeth Tomokane - Ilhas Maurícias - Viveka Babajee - México - Fabiola Rovirosa (2° TT) - Namíbia - Christalene Kahatjipara (MS) - Nigéria - Suzan Hart - Noruega - Caroline Saetre - Nova Zelândia - Nicola Brighty - Países Baixos - Irene van der Laar - Panamá - Maria Velasquez - Paraguai - Liliana Gonzalez - Peru - Karina Calmet - Polónia - Joanna Brykczinska - Porto Rico - Brenda Robles - Portugal - Mónica Pereira - República da China (Taiwan) - Joanne Chung-Chun - República Dominicana - Vielka Lama - República Eslovaca - Silvia Lakatosova (F) - Roménia - Mihaela Ciolacu - Rússia - Inna Zobova (3° TT) - Sri Lanka - Nushara Pramali - Essuatíni - Nicola Smith - Suécia - Dominique Forsberg (SF) - Suíça - Patricia Fässler (SF) - Tailândia - Areeya Chumsai (MSK) - Trinidad e Tobago - Lorca Gatcliffe - Turcas e Caicos - Eulease Walkin - Turquia - Banu Usluer - Uruguai - Leonora Dibueno - Venezuela - Minorka Mercado (3°, MF, MM, MTF) - Zimbabwe - Yvette D'Almeida-Chakras |